# Scotoplanes globosa
Scotoplanes globosa är en sjögurkeart som först beskrevs av Johan Hjalmar Théel 1879.  Scotoplanes globosa ingår i släktet Scotoplanes och familjen Elpidiidae. Inga underarter finns listade i Catalogue of Life.